# Роуз, Чарльз
Чарльз Роуз (англ. Charles Rose) — американский перетягиватель каната, серебряный призёр летних Олимпийских игр 1904.
На Играх 1904 в Сент-Луисе Роуз входил в состав второй команды США, которая заняла второе место и выиграла серебряные медали.